# 富蘭克林鎮區 (阿肯色州利特爾里弗縣)
富蘭克林鎮區（英語：Franklin Township）是位於美國阿肯色州利特爾里弗縣的一個行政鎮區。

## 地方資料
富蘭克林鎮區的面積為117.44平方千米，當中陸地面積為94.66平方千米，而水域面積為22.78平方千米。根據2010年美國人口普查的數據，當地共有人口1083人，而人口密度為每平方千米9.22人。